# FC Twente in het seizoen 2017/18 (mannen)
Het seizoen 2017/18 is het 53ste jaar in het bestaan van de Enschedese voetbalclub FC Twente. Het eerste elftal van de club komt dit seizoen uit in de Eredivisie en neemt deel aan het toernooi om de KNVB beker. Het beloftenelftal Jong FC Twente komt na degradatie in het afgelopen seizoen uit in de Derde divisie.
FC Twente kende een zeer moeizaam seizoen, waarin het uiteindelijk in de competitie op de laatste plaats eindigde en degradeerde. In het bekertoernooi bereikte de ploeg de halve finale.

## Verloop
FC Twente verloor de eerste vier wedstrijden in de competitie. Daarna werden weliswaar overwinningen behaald tegen FC Utrecht en Heracles Almelo, maar na een verlies in de achtste speelronde tegen Willem II werd trainer René Hake ontslagen. Hij werd opgevolgd door Gertjan Verbeek.
Met de overwinning in de achtste finale van de KNVB beker tegen Ajax en een uitoverwinning tegen NAC Breda in december, leek Twente uit een dal te klimmen. Daarbij werd in de winterstop de clubloze aanvaller Mounir El Hamdaoui aangetrokken en middenvelder Adam Maher overgenomen van PSV. Na de winterstop wist Twente in de competitie echter niet meer te winnen en zakte het in maart naar de laatste plaats in de rangschikking. In de KNVB beker won Twente nog van SC Cambuur, maar werd het in de halve finale uitgeschakeld door AZ. Eind maart werd ook Verbeek ontslagen. Assistent Marino Pusic werd voor de rest van het seizoen aangesteld als nieuwe hoofdtrainer. Hij kon het tij niet keren. Na een verlies tegen Vitesse in de voorlaatste speelronde, konden de naaste concurrenten niet meer ingehaald worden en was de degradatie naar de Eerste divisie een feit.

## Selectie en technische staf

### Selectie
De belangrijkste spelers die vertrokken na het voorgaande seizoen waren keeper Nick Marsman, middenvelders Kamohelo Mokotjo en Mateusz Klich en de gehuurde spits Enes Ünal. Verdediger Joachim Andersen maakte de competitiestart nog mee, maar vertrok in augustus naar UC Sampdoria. Twente haalde onder andere Jorn Brondeel, Danny Holla, Haris Vučkić, Tom Boere, Michael Liendl, Thomas Lam en Adnane Tighadouini.

### Technische staf
De ploeg werd net als in de voorgaande twee seizoenen getraind door René Hake. Op 18 oktober 2017 werd hij wegens tegenvallende resultaten ontslagen. Zijn plek als coach werd tijdelijk ingenomen door assistent-trainer Marino Pusic. Op 29 oktober 2017 werd Gertjan Verbeek aangesteld als nieuwe hoofdtrainer. Tevens werd Jan de Jonge aangetrokken als assistent-trainer. Pusic, Boudewijn Pahlplatz en Sjors Ultee waren al assistent-trainer onder Hake en blijven dat onder Verbeek. Nadat Twente in de competitie gezakt was naar de laatste plaats in de rangschikking, werden op 26 maart 2018 ook Verbeek en De Jonge op non-actief gesteld. Pusic schoof opnieuw door naar de positie van hoofdtrainer en Ultee werd zijn (eerste) assistent.

## Wedstrijdstatistieken

### Oefenduels
| |                 |                      |                 |  |
| 1 juli 2017 | GFC             | 0 - 8 (0 - 3)        | FC Twente       |  |
| - Doelpunten: George, Boere (2), Vučkić (2), Oosterwijk (2), Browning Lagerfeldt                                                                                  |                 |                      |                 |  |
| 4 juli 2017 | FC Twente       | 1 - 1 (1 - 0)        | FC Nordsjælland |  |
| - Doelpunten: George - Gele kaart: Ter Avest |                 |                      |                 |  |
| 6 juli 2017 | FC Twente       | 0 - 3 (0 - 2)        | SV Meppen       |  |
| - Gele kaart: Van der Lely |                 |                      |                 |  |
| 8 juli 2017 | Stranraer FC    | 0 - 5 (0 - 3)        | FC Twente       |  |
| - Doelpunten: George, Vučkić, Oosterwijk (2), Tom Lang (ed) |                 |                      |                 |  |
| 15 juli 2017 | Hannover 96     | 0 - 0 (0 - 0)        | FC Twente       |  |
| - Gele kaart: Hooiveld - Wedstrijd werd gespeeld over 120 minuten (twee helften van 60 minuten).                                                                  |                 |                      |                 |  |
| 19 juli 2017 | Everton FC      | 3 - 0 (1 - 0)        | FC Twente       |  |
| 28 juli 2017 | Bristol City FC | 2 - 0 (1 - 0)        | FC Twente       |  |
| 2 augustus 2017 | FC Twente       | 0 - 0                | RCD Espanyol    |  |
| - Gele kaart: Bijen - Rode kaart: Piatti (61', Espanyol), Oosterwijk (79') - De wedstrijd werd 15 minuten stilgelegd vanwege tumult na de rode kaart voor Piatti. |                 |                      |                 |  |
| 5 augustus 2017 | 1. FSV Mainz 05 | 2 - 0 (0 - 0, 0 - 0) | FC Twente       |  |
| - Gele kaart: Holla, Schmidt - Wedstrijd werd gespeeld over 135 minuten (drie helften van 45 minuten).                                                            |                 |                      |                 |  |
| 7 augustus 2017 | FC Utrecht      | 2 - 0 (1 - 0)        | FC Twente       |  |
| - Dit was de laatste oefenwedstrijd voorafgaand aan het seizoen. - Oud-Twente-speler Bilal Ould-Chikh scoorde voor FC Utrecht.                                    |                 |                      |                 |  |
| |                 |                      |                 |  |

### Eredivisie
| |                                                                                      |                                           |                                                                       | |
| 1e speelronde | Feyenoord                                                                            | 2 - 1 (1 - 1)                             | FC Twente                                                             | Selectie FC Twente: |
| zo. 13 augustus 2017 Aanvangstijd: 14:30 uur Plaats: Rotterdam Stadion Feijenoord Toeschouwers: 47.500 Scheidsrechter: Serdar Gözübüyük                                                                 | Nicolai Jørgensen 23' Steven Berghuis 61'                                            | 1 - 0 1 - 1 2 - 1                         | 38' Fredrik Jensen                                                    | BASISOPSTELLING: Brondeel - Ter Avest, Andersen, Thesker , Trajkovski - Holla, F. Jensen, Van der Heyden - Gjorgjev, Kvasina, George RESERVEBANK: Drommel, Hengelman, Bijen, Hooiveld, R. Jensen, Van der Lely, Laukart, Assaidi, Boere, Buckley-Ricketts WISSELS: 61' Laukart - Van der Heyden 64' Buckley-Ricketts - Gjorgjev 78' Boere - Kvasina TRAINER: René Hake       |
| - Gele kaarten: Holla (13'), Thesker (29'), F. Jensen (53'), Laukart (78') - Assists: – - Brondeel, Holla, Gjorgjev, Kvasina, Laukart, Buckley-Ricketts en Boere maakten hun debuut voor FC Twente.     |                                                                                      |                                           |                                                                       | BASISOPSTELLING: Brondeel - Ter Avest, Andersen, Thesker , Trajkovski - Holla, F. Jensen, Van der Heyden - Gjorgjev, Kvasina, George RESERVEBANK: Drommel, Hengelman, Bijen, Hooiveld, R. Jensen, Van der Lely, Laukart, Assaidi, Boere, Buckley-Ricketts WISSELS: 61' Laukart - Van der Heyden 64' Buckley-Ricketts - Gjorgjev 78' Boere - Kvasina TRAINER: René Hake       |
| 2e speelronde | FC Twente                                                                            | 1 - 2 (0 - 2)                             | VVV-Venlo                                                             | Selectie FC Twente: |
| za. 19 augustus 2017 Aanvangstijd: 18:30 uur Plaats: Enschede De Grolsch Veste Toeschouwers: 23.800 Scheidsrechter: Siemen Mulder                                                                       | Tom Boere 60'                                                                        | 0 - 1 0 - 2 1 - 2                         | 23' Vito van Crooij 41' Jerold Promes                                 | BASISOPSTELLING: Brondeel - Ter Avest, Andersen, Thesker , Trajkovski - Gjorgjev, Holla, Van der Heyden, F. Jensen - Boere, Kvasina RESERVEBANK: Drommel, Hengelman, Bijen, Hooiveld, R. Jensen, Van der Lely, Laukart, Liendl, Assaidi, Buckley-Ricketts, George WISSELS: 6' Van der Lely - Ter Avest 63' Assaidi - Gjorgjev 75' Liendl - Van der Heyden TRAINER: René Hake |
| - Gele kaarten: Van der Heyden (43'), Thesker (83') - Assists: Van der Lely - Liendl maakte zijn debuut voor FC Twente.                                                                                 |                                                                                      |                                           |                                                                       | BASISOPSTELLING: Brondeel - Ter Avest, Andersen, Thesker , Trajkovski - Gjorgjev, Holla, Van der Heyden, F. Jensen - Boere, Kvasina RESERVEBANK: Drommel, Hengelman, Bijen, Hooiveld, R. Jensen, Van der Lely, Laukart, Liendl, Assaidi, Buckley-Ricketts, George WISSELS: 6' Van der Lely - Ter Avest 63' Assaidi - Gjorgjev 75' Liendl - Van der Heyden TRAINER: René Hake |
| 3e speelronde | PEC Zwolle                                                                           | 2 - 0 (1 - 0)                             | FC Twente                                                             | Selectie FC Twente: |
| za. 26 augustus 2017 Aanvangstijd: 19:45 uur Plaats: Zwolle MAC³PARK stadion Toeschouwers: 12.800 Scheidsrechter: Ed Janssen                                                                            | Youness Mokhtar 34' Bram van Polen (p) 78'                                           | 1 - 0 2 - 0                               |                                                                       | BASISOPSTELLING: Brondeel - Van der Lely, Bijen, Thesker , Trajkovski - Holla, F. Jensen, Van der Heyden - George, Boere, Assaidi RESERVEBANK: Drommel, Hengelman, Hooiveld, R. Jensen, Laukart, Liendl, Kvasina, Buckley-Ricketts, Gjorgjev WISSELS: 46' Liendl - Van der Heyden 46' Buckley-Ricketts - Assaidi 80' Kvasina - George TRAINER: René Hake                     |
| - Gele kaarten: Van der Heyden (24'), Trajkovski (77'), Thesker (84') - Assists: – |                                                                                      |                                           |                                                                       | BASISOPSTELLING: Brondeel - Van der Lely, Bijen, Thesker , Trajkovski - Holla, F. Jensen, Van der Heyden - George, Boere, Assaidi RESERVEBANK: Drommel, Hengelman, Hooiveld, R. Jensen, Laukart, Liendl, Kvasina, Buckley-Ricketts, Gjorgjev WISSELS: 46' Liendl - Van der Heyden 46' Buckley-Ricketts - Assaidi 80' Kvasina - George TRAINER: René Hake                     |
| 4e speelronde | Sparta Rotterdam                                                                     | 1 - 0 (1 - 0)                             | FC Twente                                                             | Selectie FC Twente: |
| zo. 10 september 2017 Aanvangstijd: 14:30 uur Plaats: Rotterdam Het Kasteel Toeschouwers: 10.034 Scheidsrechter: Christiaan Bax                                                                         | Craig Goodwin 19'                                                                    | 1 - 0                                     |                                                                       | BASISOPSTELLING: Brondeel - Van der Lely, Lam, Bijen, Thesker - Holla, Vučkić, Liendl - Slagveer, Kvasina, Assaidi RESERVEBANK: Drommel, Hengelman, Ter Avest, Hooiveld, Trajkovski, Van der Heyden, Buckley-Ricketts, George, Gjorgjev, Tighadouini WISSELS: 60' Tighadouini - Assaidi 76' Buckley-Ricketts - Vučkić 87' Hooiveld - Lam TRAINER: René Hake                  |
| - Gele kaarten: Thesker (77', 90') - Assists: – - Lam, Vučkić, Slagveer en Tighadouini maakten hun debuut voor FC Twente.                                                                               |                                                                                      |                                           |                                                                       | BASISOPSTELLING: Brondeel - Van der Lely, Lam, Bijen, Thesker - Holla, Vučkić, Liendl - Slagveer, Kvasina, Assaidi RESERVEBANK: Drommel, Hengelman, Ter Avest, Hooiveld, Trajkovski, Van der Heyden, Buckley-Ricketts, George, Gjorgjev, Tighadouini WISSELS: 60' Tighadouini - Assaidi 76' Buckley-Ricketts - Vučkić 87' Hooiveld - Lam TRAINER: René Hake                  |
| 5e speelronde | FC Twente                                                                            | 4 - 0 (3 - 0)                             | FC Utrecht                                                            | Selectie FC Twente: |
| zo. 17 september 2017 Aanvangstijd: 14:30 uur Plaats: Enschede De Grolsch Veste Toeschouwers: 24.200 Scheidsrechter: Jochem Kamphuis                                                                    | Tom Boere 9' Thomas Lam 18' Luciano Slagveer 35' Oussama Assaidi 75'                 | 1 - 0 2 - 0 3 - 0 4 - 0                   |                                                                       | BASISOPSTELLING: Brondeel - Ter Avest, Lam, Bijen, Van der Lely - Holla , F. Jensen, Liendl - Slagveer, Boere, Assaidi RESERVEBANK: Drommel, Hengelman, Hooiveld, Trajkovski, Vučkić, Van der Heyden, Buckley-Ricketts, Kvasina, Gjorgjev, Tighadouini WISSELS: 46' Van der Heijden - F. Jensen 46' Vučkić - Holla 87' Tighadouini - Assaidi TRAINER: René Hake              |
| - Gele kaarten: Lam (80') - Assists: Bijen, Liendl, Boere - Na zeven competitienederlagen op rij boekte FC Twente weer een overwinning. - Na de wissel van Danny Holla werd Hidde ter Avest aanvoerder. |                                                                                      |                                           |                                                                       | BASISOPSTELLING: Brondeel - Ter Avest, Lam, Bijen, Van der Lely - Holla , F. Jensen, Liendl - Slagveer, Boere, Assaidi RESERVEBANK: Drommel, Hengelman, Hooiveld, Trajkovski, Vučkić, Van der Heyden, Buckley-Ricketts, Kvasina, Gjorgjev, Tighadouini WISSELS: 46' Van der Heijden - F. Jensen 46' Vučkić - Holla 87' Tighadouini - Assaidi TRAINER: René Hake              |
| 6e speelronde | FC Groningen                                                                         | 1 - 0 (0 - 0)                             | FC Twente                                                             | Selectie FC Twente: |
| zo. 24 september 2017 Aanvangstijd: 14:30 uur Plaats: Groningen NoordLease Stadion Toeschouwers: 20.110 Scheidsrechter: Martin van den Kerkhof                                                          | Oussama Idrissi 51'                                                                  | 1 - 0                                     |                                                                       | BASISOPSTELLING: Brondeel - Ter Avest , Lam, Bijen, Van der Lely - Vučkić, Liendl, F. Jensen - Slagveer, Boere, Assaidi RESERVEBANK: Drommel, Hengelman, Hooiveld, Thesker, Trajkovski, Laukart, Van der Heyden, Buckley-Ricketts, Tighadouini, Kvasina WISSELS: 72' Tighadouini - Slagveer 76' Kvasina - F. Jensen 87' Buckley-Ricketts - Vučkić TRAINER: René Hake         |
| - Gele kaarten: Vučkić (16'), Bijen (68'), Assaidi (88') - Assists: – |                                                                                      |                                           |                                                                       | BASISOPSTELLING: Brondeel - Ter Avest , Lam, Bijen, Van der Lely - Vučkić, Liendl, F. Jensen - Slagveer, Boere, Assaidi RESERVEBANK: Drommel, Hengelman, Hooiveld, Thesker, Trajkovski, Laukart, Van der Heyden, Buckley-Ricketts, Tighadouini, Kvasina WISSELS: 72' Tighadouini - Slagveer 76' Kvasina - F. Jensen 87' Buckley-Ricketts - Vučkić TRAINER: René Hake         |
| 7e speelronde | FC Twente                                                                            | 2 - 1 (1 - 0)                             | Heracles Almelo                                                       | Selectie FC Twente: |
| vr. 29 september 2017 Aanvangstijd: 20:00 uur Plaats: Enschede De Grolsch Veste Toeschouwers: 27.100 Scheidsrechter: Dennis Higler                                                                      | Fredrik Jensen 2' Danny Holla 76'                                                    | 1 - 0 1 - 1 2 - 1                         | 52' Paul Gladon                                                       | BASISOPSTELLING: Brondeel - Ter Avest , Lam, Bijen, Van der Lely - Vučkić, F. Jensen, Liendl - Slagveer, Boere, Assaidi RESERVEBANK: Drommel, Hengelman, Hooiveld, Thesker, Cuevas, Holla, Laukart, Van der Heyden, George, Kvasina, Tighadouini WISSELS: 58' Tighadouini - F. Jensen 68' Holla - Liendl 90' Cuevas - Assaidi TRAINER: René Hake                             |
| - Gele kaarten: Vučkić (9') - Assists: – - Cuevas maakte zijn debuut voor FC Twente. |                                                                                      |                                           |                                                                       | BASISOPSTELLING: Brondeel - Ter Avest , Lam, Bijen, Van der Lely - Vučkić, F. Jensen, Liendl - Slagveer, Boere, Assaidi RESERVEBANK: Drommel, Hengelman, Hooiveld, Thesker, Cuevas, Holla, Laukart, Van der Heyden, George, Kvasina, Tighadouini WISSELS: 58' Tighadouini - F. Jensen 68' Holla - Liendl 90' Cuevas - Assaidi TRAINER: René Hake                             |
| 8e speelronde | Willem II                                                                            | 3 - 1 (1 - 1)                             | FC Twente                                                             | Selectie FC Twente: |
| zo. 24 september 2017 Aanvangstijd: 14:30 uur Plaats: Tilburg Koning Willem II Stadion Toeschouwers: 12.019 Scheidsrechter: Richard Martens                                                             | Fran Sol 45' Ismail Azzaoui 60' Fran Sol 90'                                         | 0 - 1 1 - 1 2 - 1 3 - 1                   | 40' Oussama Assaidi (p)                                               | BASISOPSTELLING: Brondeel - Ter Avest, Lam, Bijen, Cuevas - Liendl, F. Jensen, Holla - Slagveer, Boere, Assaidi RESERVEBANK: Drommel, Hengelman, Hooiveld, Thesker, Van der Lely, Van der Heyden, Buckley-Ricketts, Gjorgjev, Kvasina, Tighadouini WISSELS: 65' Tighadouini - F. Jensen 65' Buckley-Ricketts - Slagveer 81' Kvasina - Liendl TRAINER: René Hake              |
| - Gele kaarten: Holla (16') - Assists: – |                                                                                      |                                           |                                                                       | BASISOPSTELLING: Brondeel - Ter Avest, Lam, Bijen, Cuevas - Liendl, F. Jensen, Holla - Slagveer, Boere, Assaidi RESERVEBANK: Drommel, Hengelman, Hooiveld, Thesker, Van der Lely, Van der Heyden, Buckley-Ricketts, Gjorgjev, Kvasina, Tighadouini WISSELS: 65' Tighadouini - F. Jensen 65' Buckley-Ricketts - Slagveer 81' Kvasina - Liendl TRAINER: René Hake              |
| 9e speelronde | FC Twente                                                                            | 3 - 0 (1 - 0)                             | Roda JC Kerkrade                                                      | Selectie FC Twente: |
| za. 21 oktober 2017 Aanvangstijd: 20:45 uur Plaats: Enschede De Grolsch Veste Toeschouwers: 23.600 Scheidsrechter: Serdar Gözübüyük                                                                     | Oussama Assaidi (p) 26' Oussama Assaidi 57' Peet Bijen 73'                           | 1 - 0 2 - 0 3 - 0                         |                                                                       | BASISOPSTELLING: Brondeel - Ter Avest, Lam, Bijen, Cuevas - Liendl, F. Jensen, Holla - Slagveer, Boere, Assaidi RESERVEBANK: Drommel, Hengelman, Hooiveld, Thesker, Van der Lely, Van der Heyden, Buckley-Ricketts, Gjorgjev, Kvasina, Tighadouini WISSELS: 74' Tighadouini - F. Jensen 85' Buckley-Ricketts - Assaidi 85' Van der Heyden - Holla TRAINER: Marino Pusic      |
| - Gele kaarten: Lam (27'), Holla (38') - Assists: Slagveer, Boere - Marino Pusic had als interim-trainer de taken van de ontslagen René Hake overgenomen.                                               |                                                                                      |                                           |                                                                       | BASISOPSTELLING: Brondeel - Ter Avest, Lam, Bijen, Cuevas - Liendl, F. Jensen, Holla - Slagveer, Boere, Assaidi RESERVEBANK: Drommel, Hengelman, Hooiveld, Thesker, Van der Lely, Van der Heyden, Buckley-Ricketts, Gjorgjev, Kvasina, Tighadouini WISSELS: 74' Tighadouini - F. Jensen 85' Buckley-Ricketts - Assaidi 85' Van der Heyden - Holla TRAINER: Marino Pusic      |
| 10e speelronde | FC Twente                                                                            | 1 - 3 (1 - 1)                             | SBV Excelsior                                                         | Selectie FC Twente: |
| vr. 27 oktober 2017 Aanvangstijd: 20:00 uur Plaats: Enschede De Grolsch Veste Toeschouwers: 23.200 Scheidsrechter: Allard Lindhout                                                                      | Tom Boere 2'                                                                         | 1 - 0 1 - 1 1 - 2 1 - 3                   | 41' Hicham Faik 74' Milan Massop 80' Khalid Karami                    | BASISOPSTELLING: Brondeel - Ter Avest, Lam, Bijen, Cuevas - Liendl, F. Jensen, Holla - Slagveer, Boere, Assaidi RESERVEBANK: Drommel, Hengelman, Hooiveld, Thesker, Van der Lely, Laukart, Van der Heyden, Buckley-Ricketts, Gjorgjev, Kvasina, Tighadouini WISSELS: 77' Tighadouini - Assaidi 77' Van der Heyden - Holla 85' Hooiveld - Slagveer TRAINER: Marino Pusic      |
| - Gele kaarten: Cuevas (38'), Lam (87') - Assists: F. Jensen |                                                                                      |                                           |                                                                       | BASISOPSTELLING: Brondeel - Ter Avest, Lam, Bijen, Cuevas - Liendl, F. Jensen, Holla - Slagveer, Boere, Assaidi RESERVEBANK: Drommel, Hengelman, Hooiveld, Thesker, Van der Lely, Laukart, Van der Heyden, Buckley-Ricketts, Gjorgjev, Kvasina, Tighadouini WISSELS: 77' Tighadouini - Assaidi 77' Van der Heyden - Holla 85' Hooiveld - Slagveer TRAINER: Marino Pusic      |
| 11e speelronde | PSV                                                                                  | 4 - 3 (1 - 1)                             | FC Twente                                                             | Selectie FC Twente: |
| zo. 5 november 2017 Aanvangstijd: 16:45 uur Plaats: Eindhoven Philips Stadion Toeschouwers: 33.040 Scheidsrechter: Dennis Higler                                                                        | Jürgen Locadia 14' Marco van Ginkel (p) 61' Luuk de Jong 72' Stefan Thesker (ed) 90' | 1 - 0 1 - 1 2 - 1 2 - 2 3 - 2 3 - 3 4 - 3 | 21' Stefan Thesker 68' Thomas Lam 75' Fredrik Jensen                  | BASISOPSTELLING: Brondeel - Ter Avest, Bijen, Thesker , Cuevas - Liendl, F. Jensen, Lam - Slagveer, Boere, Tighadouini RESERVEBANK: Drommel, R. Jensen, Van der Lely, Laukart, Van der Heyden, George, Kvasina WISSELS: 71' George - Tighadouini 73' Van der Lely - Ter Avest 90' Kvasina - Cuevas TRAINER: Gertjan Verbeek                                                  |
| - Gele kaarten: Thesker (15'), Lam (90') - Assists: Liendl, F. Jensen, Boere - Gertjan Verbeek debuteerde als coach van FC Twente.                                                                      |                                                                                      |                                           |                                                                       | BASISOPSTELLING: Brondeel - Ter Avest, Bijen, Thesker , Cuevas - Liendl, F. Jensen, Lam - Slagveer, Boere, Tighadouini RESERVEBANK: Drommel, R. Jensen, Van der Lely, Laukart, Van der Heyden, George, Kvasina WISSELS: 71' George - Tighadouini 73' Van der Lely - Ter Avest 90' Kvasina - Cuevas TRAINER: Gertjan Verbeek                                                  |
| 12e speelronde | FC Twente                                                                            | 0 - 4 (0 - 2)                             | sc Heerenveen                                                         | Selectie FC Twente: |
| za. 18 november 2017 Aanvangstijd: 18:30 uur Plaats: Enschede De Grolsch Veste Toeschouwers: 25.600 Scheidsrechter: Jochem Kamphuis                                                                     |                                                                                      | 0 - 1 0 - 2 0 - 3 0 - 4                   | 24' Daniel Høegh 43' Michel Vlap 61' Martin Ødegaard 87' Henk Veerman | BASISOPSTELLING: Brondeel - Van der Lely, Bijen, Thesker , Cuevas - Liendl, F. Jensen, Lam - Slagveer, Boere, Assaidi RESERVEBANK: Drommel, Hooiveld, R. Jensen, Sambissa, Laukart, George, Kvasina, Tighadouini WISSELS: 46' Tighadouini - Liendl 82' George - Slagveer TRAINER: Gertjan Verbeek                                                                            |
| - Gele kaarten: F. Jensen (52'), Cuevas (64') - Assists: – |                                                                                      |                                           |                                                                       | BASISOPSTELLING: Brondeel - Van der Lely, Bijen, Thesker , Cuevas - Liendl, F. Jensen, Lam - Slagveer, Boere, Assaidi RESERVEBANK: Drommel, Hooiveld, R. Jensen, Sambissa, Laukart, George, Kvasina, Tighadouini WISSELS: 46' Tighadouini - Liendl 82' George - Slagveer TRAINER: Gertjan Verbeek                                                                            |
| 13e speelronde | AZ                                                                                   | 2 - 0 (1 - 0)                             | FC Twente                                                             | Selectie FC Twente: |
| vr. 24 november 2017 Aanvangstijd: 20:00 uur Plaats: Alkmaar AFAS Stadion Toeschouwers: 14.601 Scheidsrechter: Martin van den Kerkhof                                                                   | Alireza Jahanbakhsh (p) 65' Joris van Overeem 70'                                    | 1 - 0 2 - 0                               |                                                                       | BASISOPSTELLING: Brondeel - Ter Avest, Bijen, Hooiveld, Thesker , Cuevas - Liendl, F. Jensen, Lam - Assaidi, Boere RESERVEBANK: Drommel, R. Jensen, Van der Lely, Laukart, Slagveer, Tighadouini, Kvasina WISSELS: 73' Tighadouini - Assaidi 73' Slagveer - Ter Avest 79' Laukart - Liendl TRAINER: Gertjan Verbeek                                                          |
| - Gele kaarten: Lam (24') - Assists: – |                                                                                      |                                           |                                                                       | BASISOPSTELLING: Brondeel - Ter Avest, Bijen, Hooiveld, Thesker , Cuevas - Liendl, F. Jensen, Lam - Assaidi, Boere RESERVEBANK: Drommel, R. Jensen, Van der Lely, Laukart, Slagveer, Tighadouini, Kvasina WISSELS: 73' Tighadouini - Assaidi 73' Slagveer - Ter Avest 79' Laukart - Liendl TRAINER: Gertjan Verbeek                                                          |
| 14e speelronde | FC Twente                                                                            | 3 - 3 (0 - 2)                             | AFC Ajax                                                              | Selectie FC Twente: |
| za. 2 december 2017 Aanvangstijd: 18:30 uur Plaats: Enschede De Grolsch Veste Toeschouwers: 27.500 Scheidsrechter: Dennis Higler                                                                        | Stefan Thesker 48' Stefan Thesker 63' Tom Boere 89'                                  | 0 - 1 0 - 2 1 - 2 2 - 2 2 - 3 3 - 3       | 33' Lasse Schöne 37' Lasse Schöne 79' Justin Kluivert                 | BASISOPSTELLING: Brondeel - Ter Avest, Bijen, Hooiveld, Thesker , Cuevas - Liendl, F. Jensen, Holla - Assaidi, Boere RESERVEBANK: Drommel, R. Jensen, Trajkovski, Van der Lely, Laukart, Slagveer, Kvasina WISSELS: 74' Van der Lely - Holla 80' Slagveer - Assaidi 90' Kvasina - Boere TRAINER: Gertjan Verbeek                                                             |
| - Gele kaarten: Thesker (32'), Hooiveld (36'), Boere (52'), Cuevas (66') - Assists: Holla, Liendl |                                                                                      |                                           |                                                                       | BASISOPSTELLING: Brondeel - Ter Avest, Bijen, Hooiveld, Thesker , Cuevas - Liendl, F. Jensen, Holla - Assaidi, Boere RESERVEBANK: Drommel, R. Jensen, Trajkovski, Van der Lely, Laukart, Slagveer, Kvasina WISSELS: 74' Van der Lely - Holla 80' Slagveer - Assaidi 90' Kvasina - Boere TRAINER: Gertjan Verbeek                                                             |
| 15e speelronde | FC Twente                                                                            | 2 - 3 (2 - 2)                             | ADO Den Haag                                                          | |
| 16e speelronde | NAC Breda                                                                            | 1 - 2 (0 - 0)                             | FC Twente                                                             | |
| 17e speelronde | FC Twente                                                                            | 1 - 1 (1 - 1)                             | SBV Vitesse                                                           | |
| 18e speelronde | SBV Excelsior                                                                        | 0 - 0                                     | FC Twente                                                             | |
| 19e speelronde | Roda JC Kerkrade                                                                     | 1 - 1 (0 - 0)                             | FC Twente                                                             | |
| 20e speelronde | FC Twente                                                                            | 0 - 2 (0 - 1)                             | PSV                                                                   | |
| 21e speelronde | sc Heerenveen                                                                        | 1 - 0 (0 - 0)                             | FC Twente                                                             | |
| 22e speelronde | FC Twente                                                                            | 0 - 4 (0 - 1)                             | AZ                                                                    | |
| 23e speelronde | AFC Ajax                                                                             | 2 - 1 (1 - 0)                             | FC Twente                                                             | |
| 24e speelronde | FC Twente                                                                            | 1 - 1 (0 - 0)                             | Sparta Rotterdam                                                      | |
| 25e speelronde | FC Utrecht                                                                           | 3 - 1 (1 - 1)                             | FC Twente                                                             | |
| 26e speelronde | FC Twente                                                                            | 1 - 1 (0 - 0)                             | FC Groningen                                                          | |
| 27e speelronde | Heracles Almelo                                                                      | 2 - 1 (0 - 0)                             | FC Twente                                                             | |
| 28e speelronde | FC Twente                                                                            | 2 - 2 (1- 1)                              | Willem II                                                             | |
| 29e speelronde | VVV-Venlo                                                                            | 0 - 0 (0 - 0)                             | FC Twente                                                             | |
| 30e speelronde | FC Twente                                                                            | 1 - 3 (1- 1)                              | Feyenoord                                                             | |
| 31e speelronde | ADO Den Haag                                                                         | 2 - 1 (1 - 1)                             | FC Twente                                                             | |
| 32e speelronde | FC Twente                                                                            | 2 - 0 (2 - 0)                             | PEC Zwolle                                                            | |
| 33e speelronde | SBV Vitesse                                                                          | 5 - 0 (1 - 0)                             | FC Twente                                                             | |
| 34e speelronde | FC Twente                                                                            | 1 - 1 (1 - 1)                             | NAC Breda                                                             | |
| |                                                                                      |                                           |                                                                       | |

### KNVB beker
| |                                                        |                         |                                                            | |
| 1e ronde | ONS Sneek                                              | 1 - 3 (0 - 2)           | FC Twente                                                  | Selectie FC Twente: |
| wo. 20 september 2017 Aanvangstijd: 19:45 uur Plaats: Sneek Zuidersportpark Toeschouwers: 2.100 Scheidsrechter: Allard Lindhout       | Cutrick Gonzales 62'                                   | 0 - 1 0 - 2 0 - 3 1 - 3 | 15' Haris Vučkić 36' Adnane Tighadouini 57' Michael Liendl | BASISOPSTELLING: Brondeel - Ter Avest, Bijen, Thesker , Van der Lely - Vučkić, Tighadouini, Liendl - Slagveer, Boere, Buckley-Ricketts RESERVEBANK: Drommel, Hengelman, Trajkovski, R. Jensen, Cuevas, Laukart, Van der Heyden, Gjorgjev, Kvasina, Oosterwijk, George WISSELS: 46' Trajkovski - Ter Avest 64' Gjorgjev - Slagveer 78' Kvasina - Boere TRAINER: René Hake             |
| - Gele kaarten: – - Assists: Vučkić - Door de 3-1-overwinning bekerde FC Twente door naar de tweede ronde.                            |                                                        |                         |                                                            | BASISOPSTELLING: Brondeel - Ter Avest, Bijen, Thesker , Van der Lely - Vučkić, Tighadouini, Liendl - Slagveer, Boere, Buckley-Ricketts RESERVEBANK: Drommel, Hengelman, Trajkovski, R. Jensen, Cuevas, Laukart, Van der Heyden, Gjorgjev, Kvasina, Oosterwijk, George WISSELS: 46' Trajkovski - Ter Avest 64' Gjorgjev - Slagveer 78' Kvasina - Boere TRAINER: René Hake             |
| 2e ronde | FC Twente                                              | 3 - 0 (1 - 0)           | FC Eindhoven                                               | Selectie FC Twente: |
| di. 24 oktober 2017 Aanvangstijd: 20:45 uur Plaats: Enschede De Grolsch Veste Toeschouwers: 17.100 Scheidsrechter: Edwin van de Graaf | Tom Boere 28' Tom Boere 49' Adnane Tighadouini (p) 56' | 1 - 0 2 - 0 3 - 0       |                                                            | BASISOPSTELLING: Brondeel - Ter Avest, Bijen, Thesker , Cuevas - Liendl, Tighadouini, Van der Heyden - Slagveer, Boere, Assaidi RESERVEBANK: Drommel, Hengelman, Hooiveld, Trajkovski, Van der Lely, Holla, Laukart, F. Jensen, Gjorgjev, Kvasina, Buckley-Ricketts WISSELS: 46' F. Jensen - Assaidi 69' Buckley-Ricketts - Slagveer 77' Van der Lely - Liendl TRAINER: Marino Pusic |
| - Gele kaarten: – - Assists: Liendl, F. Jensen - Door de 3-0-overwinning bekerde FC Twente door naar de achtste finale.               |                                                        |                         |                                                            | BASISOPSTELLING: Brondeel - Ter Avest, Bijen, Thesker , Cuevas - Liendl, Tighadouini, Van der Heyden - Slagveer, Boere, Assaidi RESERVEBANK: Drommel, Hengelman, Hooiveld, Trajkovski, Van der Lely, Holla, Laukart, F. Jensen, Gjorgjev, Kvasina, Buckley-Ricketts WISSELS: 46' F. Jensen - Assaidi 69' Buckley-Ricketts - Slagveer 77' Van der Lely - Liendl TRAINER: Marino Pusic |
| achtste finale | FC Twente                                              | 1 - 1 (0 - 1)           | AFC Ajax                                                   | Selectie FC Twente: |
| wo. 20 december 2017 Aanvangstijd: 20:45 uur Plaats: Enschede De Grolsch Veste Toeschouwers: 26.700 Scheidsrechter: Pol van Boekel    |                                                        | TWE w.n.s. (6 - 5)      |                                                            | BASISOPSTELLING: RESERVEBANK: WISSELS: TRAINER: |
| - Gele kaarten: - Assists: |                                                        |                         |                                                            | BASISOPSTELLING: RESERVEBANK: WISSELS: TRAINER: |
| kwartfinale | FC Twente                                              | 3 - 1 (0 - 1)           | SC Cambuur                                                 | |
| halve finale | AZ                                                     | 4 - 0 (1 - 0)           | FC Twente                                                  | |
| |                                                        |                         |                                                            | |

ADO Den Haag ·
Ajax ·
AZ ·
Excelsior ·
Feyenoord ·
FC Groningen ·
sc Heerenveen ·
Heracles Almelo ·
NAC Breda ·
PEC Zwolle · 
PSV ·
Roda JC Kerkrade ·
Sparta Rotterdam ·
FC Twente ·
FC Utrecht ·
Vitesse ·
VVV-Venlo ·
Willem II